# Gare de Concremiers
La gare de Concremiers est une ancienne gare ferroviaire française, de la ligne de Saint-Benoît au Blanc, située sur le territoire de la commune de Concremiers, à proximité de Mérigny, dans le département de l'Indre, en région Centre-Val de Loire.
Elle est mise en service en 1887 par la Compagnie du chemin de fer de Paris à Orléans (PO). Elle est fermée au service des voyageurs en 1940 par la Société nationale des chemins de fer français (SNCF).

## Situation ferroviaire
Établie à 94 mètres d'altitude, l'ancienne gare de Concremiers est située au point kilométrique (PK) 400,144 de la ligne de Saint-Benoît au Blanc, sur la section déclassée, entre les gares d'Ingrandes - Mérigny et de Saint-Aigny - Le Blanc.

## Histoire
La station de Concremiers est mise en service le 7 novembre 1887 par la Compagnie du chemin de fer de Paris à Orléans (PO) lorsqu'elle ouvre à l'exploitation la dernière section, de Saint-Savin au Blanc, de sa ligne de Poitiers au Blanc.
En 1888, la recette de la station est de 4 807 francs.
Elle est officiellement fermée au service des voyageurs le 27 mai 1940 par la Société nationale des chemins de fer français (SNCF).

## Patrimoine ferroviaire
Plusieurs édifices de l'ancienne gare de la Compagnie PO sont toujours présents : notamment le bâtiment voyageurs, l'abri de quai et les sanitaires et la halle à marchandises.